# Kuze Hirotami
Kuze Hirotami (久世広民, 1737-1800), aussi connu sous le nom de Kuze Tango-no-kami Hirotami (久世丹後守広民), est un Nagasaki bugyō  de la fin du XVIIIe siècle, ou gouverneur du port de Nagasaki, situé sur la rive sud-ouest de l'île de Kyūshū de l'archipel japonais. Kuze occupe le poste de Nagasaki bugyō de 1775 à 1784.
En tant que Nagasaki bugyō, Kuze est associé avec un autre fonctionnaire du shogunat, chacun échangeant sa place à tour de rôle de Nagasaki à Edo. Ainsi, les journaux tenus par les commerçants de la Compagnie néerlandaise des Indes orientales (VOC) durant cette période indiquent qu'alors que Tsuchiya Morinao (Tsuchiya Suruga-no-kami) arrive à Nagasaki pour prendre ses fonctions de Nagasaki bugō le 27 septembre 1783, Kuze se prépare à se mettre en route pour Edo, et tous deux vont échanger leur lieu de résidence l'automne suivant. Les comptes-rendus de la VOC décrivent Kuze comme un bon gouverneur.
Kuze est une proche relation de Kuze Hiroakira, un des shoshidai d'Osaka à cette époque.
En 1783, Kuze est aussi un des quatre administrateurs financiers du shogunal ou kanjō-bugyō (勘定奉行), avec Akai Tadamasa, Kurihara Morisada et Matsumoto Hidemochi. Tanuma Okitsugu est le patron de Kuze. 
La plus ancienne lettre encore existante de Kutsuki Masatsuna à Isaac Titsingh date de 1789 et mentionne d'importants amis communs tels que Kuze et Shimazu Shigehide, beau-père de Ienari, onzième shogun Tokugawa.